# ロトツォ
ロトツォ（伊: Rotzo）は、イタリア共和国ヴェネト州ヴィチェンツァ県にある、人口約600人の基礎自治体（コムーネ）。

## 地理

### 位置・広がり

#### 隣接コムーネ
隣接するコムーネは以下の通り。括弧内のTNはトレント自治県（トレンティーノ＝アルト・アディジェ州）所属を示す。
- アジアーゴ
- レーヴィコ・テルメ (TN)
- ルゼルナ(TN)
- ロアーナ
- ヴァルダスティコ

### 気候分類・地震分類
気候分類では、zona F, 4281 GGに分類される。
また、イタリアの地震リスク階級 (it) では、zona 3 (sismicità bassa) に分類される。